# Keshev – The Center for the Protection of Democracy in Israel
Keshev – The Center for the Protection of Democracy in Israel ist eine Nichtregierungsorganisation mit Sitz in Jerusalem, Israel. Sie wurde im Jahr 1998 von Wissenschaftlern, Anwälten und Aktivisten unter der Leitung des ehemaligen Journalisten Yizhar Be'er gegründet, der seitdem als Geschäftsführer fungiert. Als Reaktion auf die Ermordung des israelischen Premierministers Jitzchak Rabin versteht es die Organisation als ihre Aufgabe, die demokratischen Grundwerte Israels zu schützen und befördern. Seit 2004 betreibt Keshev das Projekt „Media Monitoring“ in dessen Rahmen sie die israelische Berichterstattung über den Nahostkonflikt und gesellschaftliche Minderheiten analysiert. Ziel ist es, den medialen Umgang zu sensibilisieren und wiederkehrenden Mustern wie Vorurteilen, Aufhetzung und Delegitimierung der Konfliktparteien Einhalt zu gebieten.
Seit 2004 ist der Autor David Grossman ehrenamtlicher Präsident von Keshev. Vorsitzender ist der Journalist Danny Rubinstein. Vor ihm, von 2004 bis 2007, hatte der Linguist und Kommunikationswissenschaftler Dr. Daniel Dor dieses Amt inne. Seit ihrer Gründung hat die Organisation mehr als 40 Studien zur Berichterstattung israelischer Medien veröffentlicht. Dabei finanziert sich Keshev ausschließlich durch Spenden und wird unter anderem von der Europäischen Union, USAID und der Friedrich-Ebert-Stiftung unterstützt.

## Aktivitäten
Von 1998 bis 2004 beschäftigte sich Keshev mit der Analyse undemokratischer Gruppierungen in Israel. Ihre Ermittlungen und Berichte thematisierten unter anderem politische Piratensender und jüdische Gruppierungen die zu Gewalt oder der Errichtung eines Dritten Tempels auf dem Tempelberg in Jerusalem aufrufen. Ab 2004 konzentrierte sich Keshev mit dem Projekt „Media Monitoring“ auf den Konflikt zwischen Israelis und Palästinensern und dessen mediale Aufbereitung. In diesem Zusammenhang untersucht Keshev die Nachrichten der drei meistverkauften israelischen Zeitungen (Jedi’ot Acharonot, Ma'ariv und Haaretz) mit besonderem Augenmerk auf die Implikation ihrer redaktionellen Bearbeitung. Die erste Studie des neuen Projekts behandelte die Medien um Umgang mit Jassir Arafats Krankheit und Tod. Weitere Berichte handelten unter anderem von der Berichterstattung über den Abzug aus dem Gazastreifen und den politischen Status Jerusalems. 2007 und 2009 wurden zudem Studien über Rolle der Frauen im zweiten Libanonkrieg und ethnische Minderheiten wie den äthiopischen Juden herausgegeben.
- Keshev veranstaltet regelmäßig Workshops für Schüler, Studenten und Lehrer auf Arabisch und Hebräisch. Den Teilnehmern sollen dabei Grundzüge der journalistischen Arbeit und Techniken des kritischen Lesens vermittelt werden.

- Keshev bietet Fortbildungen für Journalisten an, um ihr Bewusstsein für unausgewogene oder verzerrte Berichterstattung zu schärfen und alternative Methoden zu vermitteln.

- Ein Teil der Arbeit von Keshev ist es, Vertreter der Medien mit ihren Untersuchungsergebnissen zu konfrontieren und auf Fälle hinzuweisen, in denen Berichte nicht der Vielschichtigkeit einer Thematik gerecht würden. Auch in persönlichen Gesprächen wird versucht, alternative Formulierungen und Darstellungen zu erarbeiten.

## Zusammenarbeit mit palästinensischen Organisationen
Als Teil des „Media Monitoring“ kooperiert Keshev seit 2004 mit palästinensischen NGOs, die ihrerseits die Berichterstattung palästinensischer Medien zum Nahostkonflikt untersuchen. Bis 2009 arbeitete Keshev mit „MIFTAH – The Palestinian Initiative for the Promotion of Global Dialogue and Democracy“ zusammen. Gemeinsam veröffentlichten sie Forschungsergebnisse und Lehrmaterial auf Hebräisch, Arabisch und Englisch. Seit Mai 2010 setzte Keshev das Projekt zusammen mit „IPCC – The International Peace & Cooperation Center“ unter dem Namen "Press for Peace" fort.